# Батанов, Борис Алексеевич
Бори́с Алексе́евич Бата́нов (15 июля 1934, Москва — 18 июня 2004, Москва) — советский футболист, нападающий, полузащитник. Мастер спорта СССР. Отец фигуристки Елены Батановой, тесть хоккеиста Игоря Ларионова.

## Выступления
- ДОФ Севастополь (1955—1956).
- СКЧФ Севастополь (1957).
- «Зенит» Ленинград (1958—1959).
- «Торпедо» Москва (1960—1966).
- «Волга» Горький (1967).

## Сборная
- За сборную СССР сыграл 1 матч — 18 июня 1961, СССР — Турции 1:0.
- За олимпийскую сборную сыграл 2 матча.

## Командные достижения
- Чемпион СССР 1960 и 1965 годов.
- Обладатель Кубка СССР 1960 года.

## Тренерская карьера
Начал работать тренером в клубе «Торпедо» Москва (1968—1971). Тренер школы «Торпедо» — 1972-74.
С 1975 стал вести самостоятельную карьеру. Работал главным тренером в «Рубине» Казань (1975, по июль), «Луче» (1977), «Таврии» Симферополь (1978, по май), «Москвича» (1978, с июля-1980), «Динамо» (Кашира) (1981-82, апрель), «Амура» (Благовещенск) (1984, с сентября-85, по май), «Торпедо» (Волжский) (1986, с августа), «Волжанина» (Кинешма) (1987, с июля).